# Borneo FC
Borneo FC is een Indonesische voetbalclub uit Samarinda, Oost-Kalimantan op Borneo.
De club werd in 2014 opgericht door supporters van Putra Samarinda FC dat voor de licentie opgekocht was door Bali United FC. De nieuwe club kocht zelf voor de licentie Perseba Super Bangkalan op en ging als Pusamania Borneo FC op het tweede niveau van start. Daar werd de club direct kampioen en speelt sinds 2015 op het hoogste niveau. In 2017 verloor Borneo de finale om de Indonesische Presidentsbeker. 

## Bekende (oud-)spelers
- Tijani Belaïd
- Julien Faubert
- Jan Lammers
- Wiljan Pluim
- Diego Michiels
- Shane Smeltz